# Ради Неделчев
Ради Неделчев (буг. Ради Неделчев; Езерче, 1. април 1938 - 4. април 2022) био је бугарски сликар наивац. Његова платна углавном приказују пејзаже, сеоски живот и весеља. У младости је приметио да сеоски живот и традиције одумиру у земљи која се индустријализовала. То га је определило да путује и слика теме из сеоског живота.
Током 1970-их и 80-их Ради се наметнуо као најпознатији сликар „габровског хумористичног симболизма“ и постао познат ван своје земље. Иако је имао могућност да комерцијализује своју каријеру на западу, остао је у Бугарској. Добитник је ордена Ђирила и Методија првог реда, што је највише признање за културу у Бугарској.